# Суикинкуцу
Суикинкуцу (水琴窟, водена кoто пећина) је вртни украс и музичка справа у јапанским вртовима најчешће у чајним вртовима где звуком релаксира за време ритуалног прања руку и уста чиме се постиже прочишћење пре церемоније испијања чаја.
Састоји се од наопако постављене закопане посуде са отвором на врху. Вода капље кроз отвор у мали базен на дну посуде, стварајући пријатне распршујуће звуке који одзвањају у унутрашњости посуде слично звону или јапанској цитри кото. Обично се укопавају испод “мора” традиционалних камених базена цукубаија или чозубачија. Новијег су датума, претпоставља се да су се прве појавиле у XVIII веку (Едо епоха) као врста дренаже.